# 政彦神社
政彦神社（まさひこじんじゃ）は、長崎県南松浦郡新上五島町奈摩郷（なまごう）に鎮座する神社である。

## 祭神
天津児屋根命を主祭神に祀る。

### 境内社

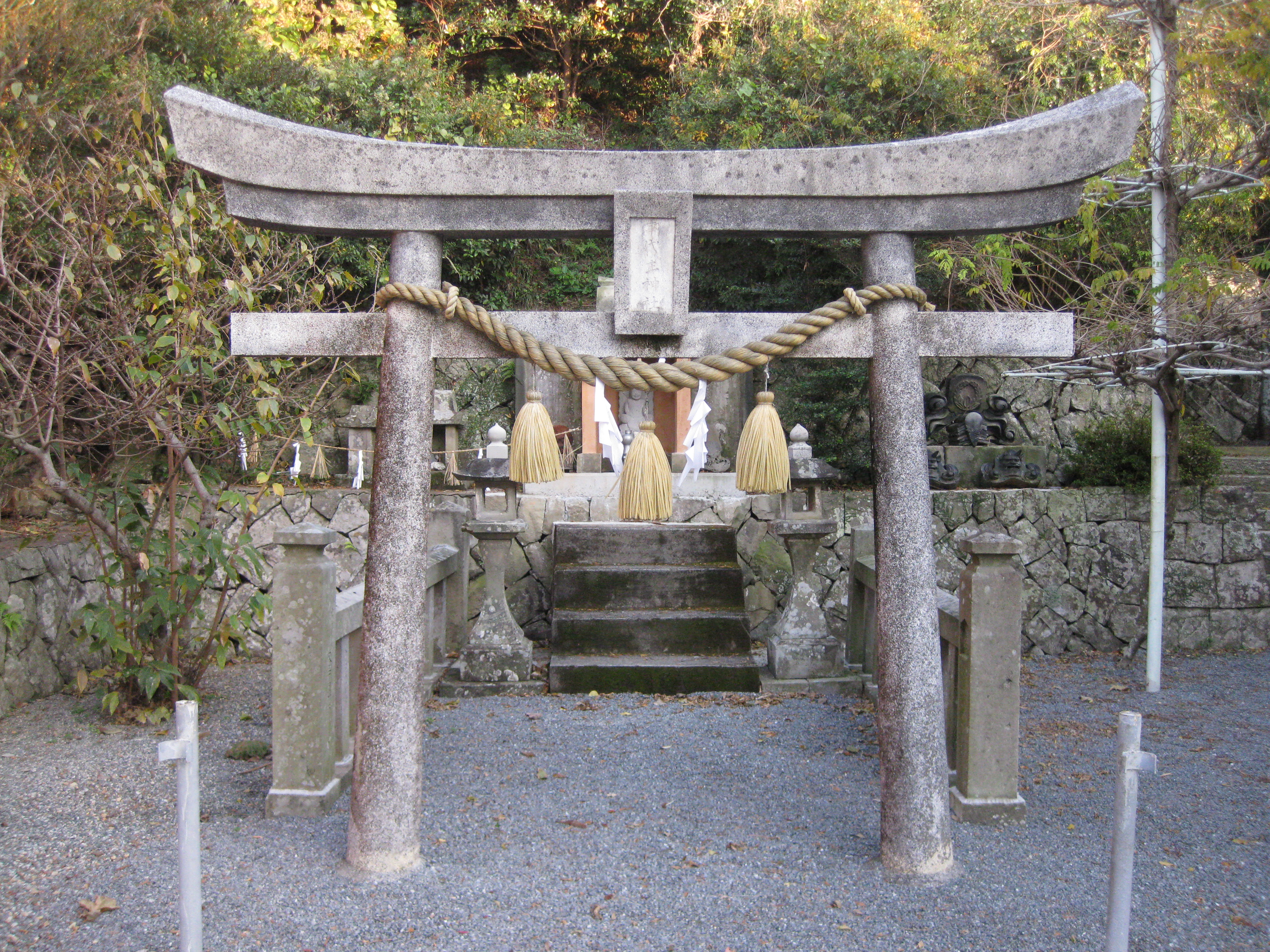
境内社・事代主神社

- 事代主神社
- 軻遇突智神社
- 稲荷神社
- 八坂神社
- 金毘羅神社

## 歴史
創建は承元3年（1209年）。藤原通高公によって、藤原氏の始祖である「天津児屋根命」の神霊を勧請し、政彦宮として奉祀した。

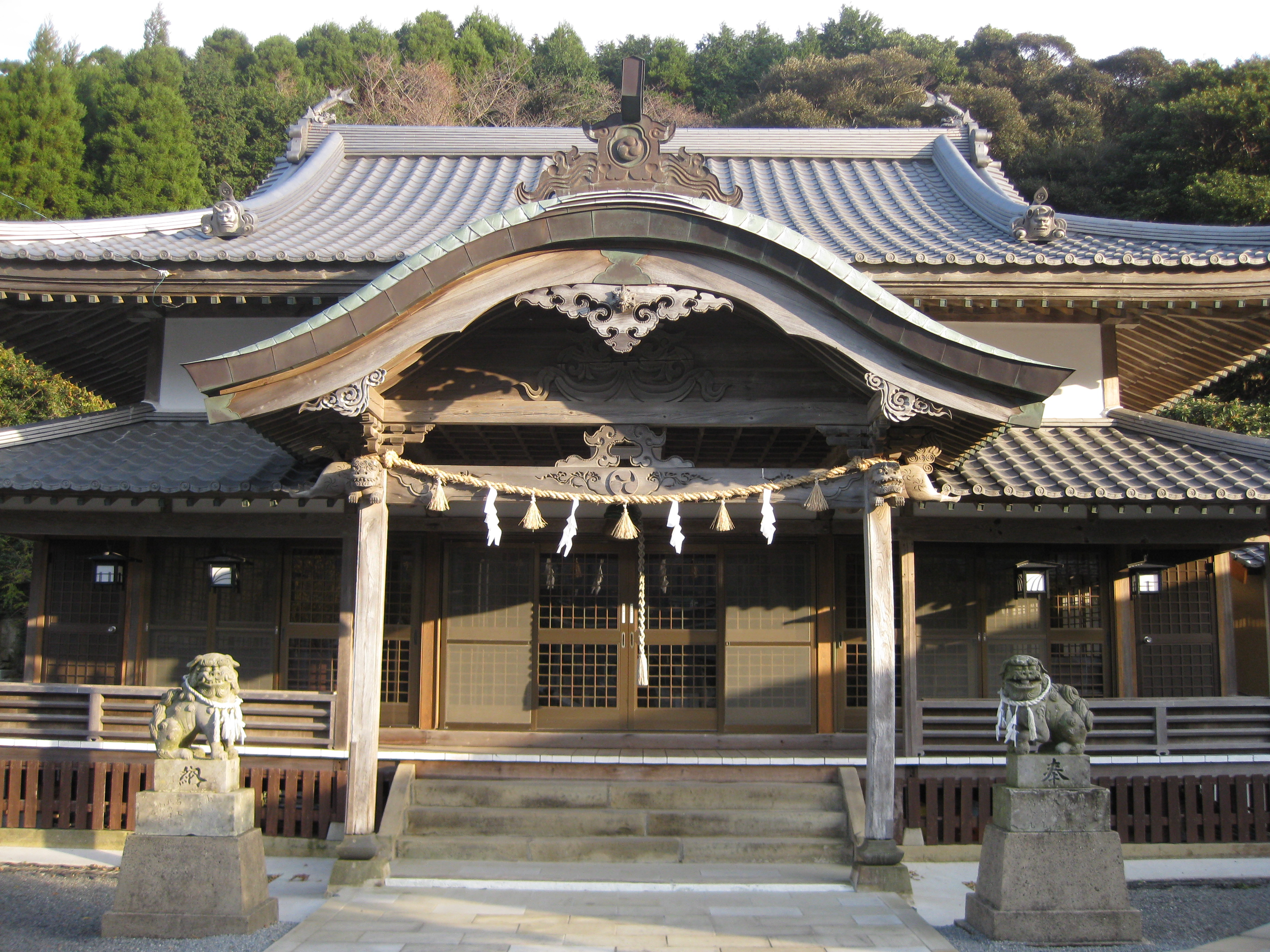
社殿

藤原通高公は藤原鎌足公の子孫にあたる。通高公の父親・藤原尋覚公が肥前国松浦郡小値賀島・浦部（中通島）2島の地頭職となり小値賀に来任した。嫡男・藤原通高公は奈摩郷に居を構え地頭職を継ぎ、次男・次郎家高は隣接する青方郷に住して青方氏を名乗り、後年通高公より地頭職を受け継いだ。当社は「青方地頭家」と、分家である「奈摩氏」によって藤原始祖神として守護され、両家の祈願社として篤い崇敬を受けた。後世、藤原氏族の分家に伴い北魚目・曽根に「正彦宮」、椛島・伊富貴郷に「政彦宮」を分霊した。
当初は郷内別地に鎮座し、弘安元年（1278年）に現在の宮地に奉遷した。寛政3年（1791年）に稲荷神社を、万延元年（1860年）に金毘羅神社を勧請。

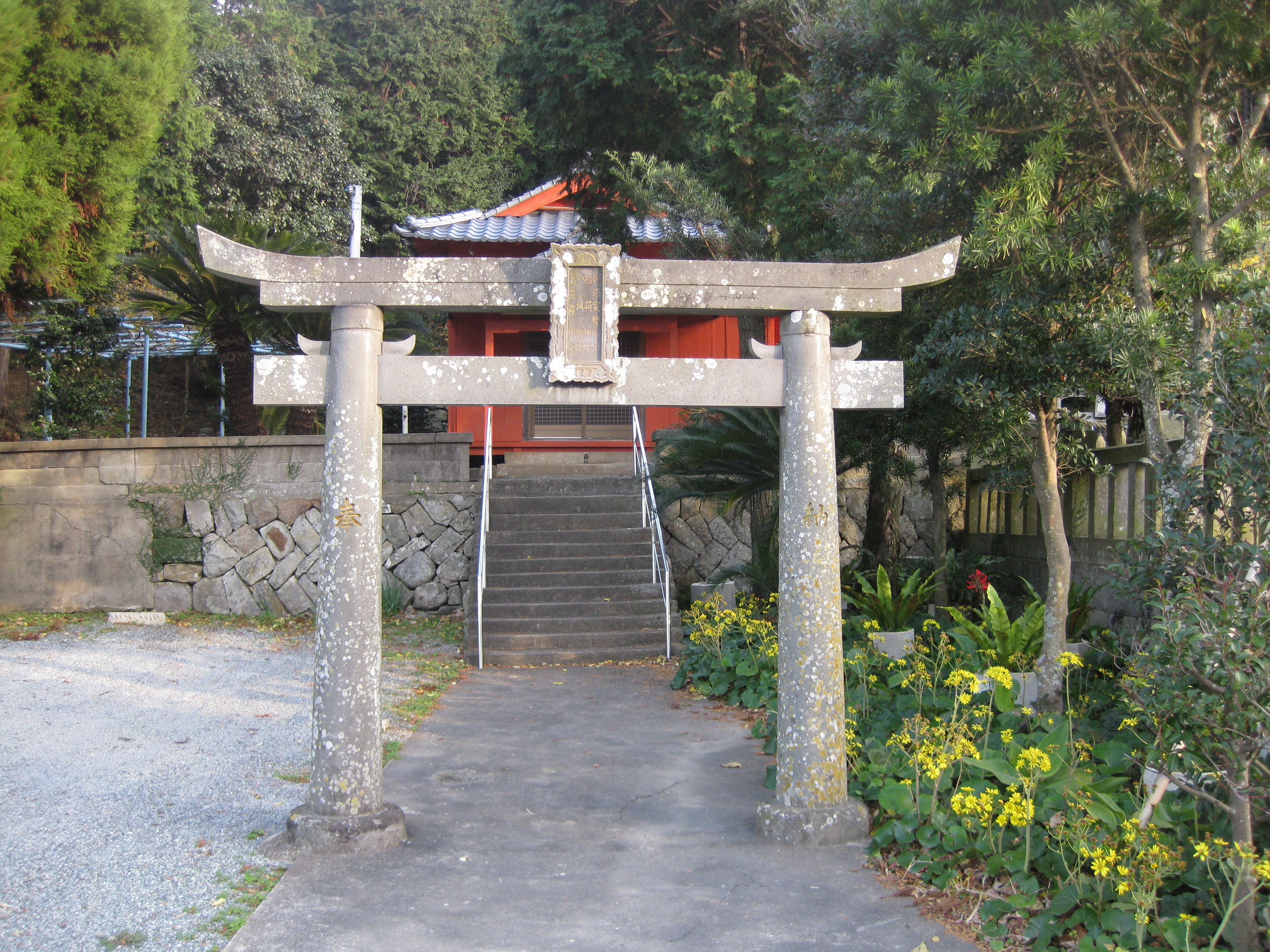
境内社・軻遇突智、稲荷、八坂、金毘羅神社

明治4年（1871年）12月に村社に列せられ、昭和12年（1937年）に神饌幣帛料供進神社に指定される。平成21年（2009年）10月24、25日には、御鎮座八百年祭を行う。

## 祭祀
祇園祭、11月27、28日の例祭には上五島神楽が奉納される。上五島神楽は1981年（昭和56年）に長崎県の無形民俗文化財に単独で指定されていたが、2002年（平成14年）2月12日には「五島神楽」の一つとして国の選択無形民俗文化財に選択され、さらに2016年（平成28年）3月2日に国の重要無形民俗文化財に指定された。
主な祭礼・神事
- 祇園祭（7月）
- 例大祭（11月24、25日）

## その他の神社
その他の奈摩郷の神社に宮地嶽神社がある。
また隣接する青方郷に青方神社が、網上郷に客人神社が、旧新魚目町・似首郷に事代主神社、曽根郷に 正彦神社がある。

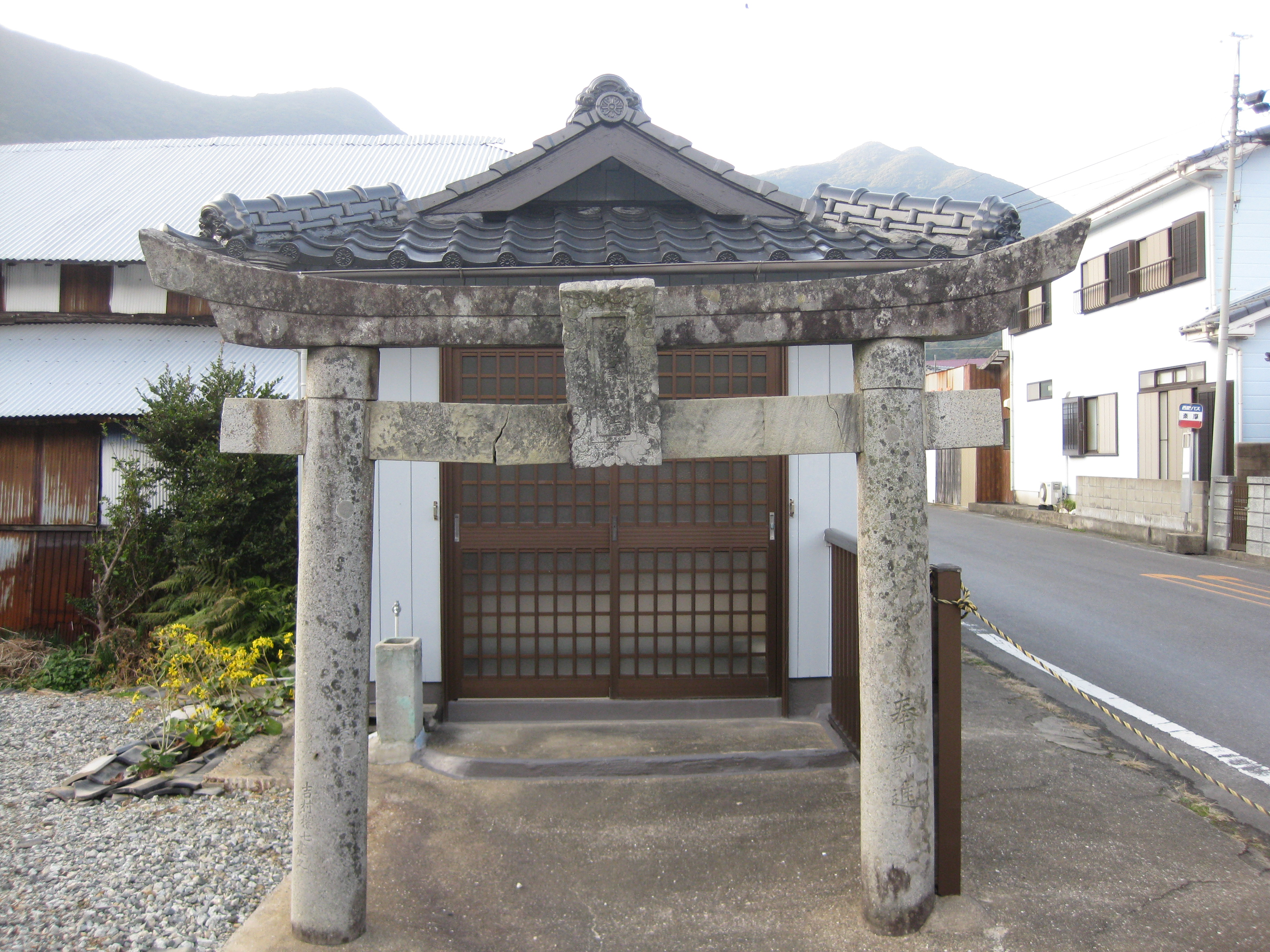
宮地嶽神社
客人神社（網上郷）
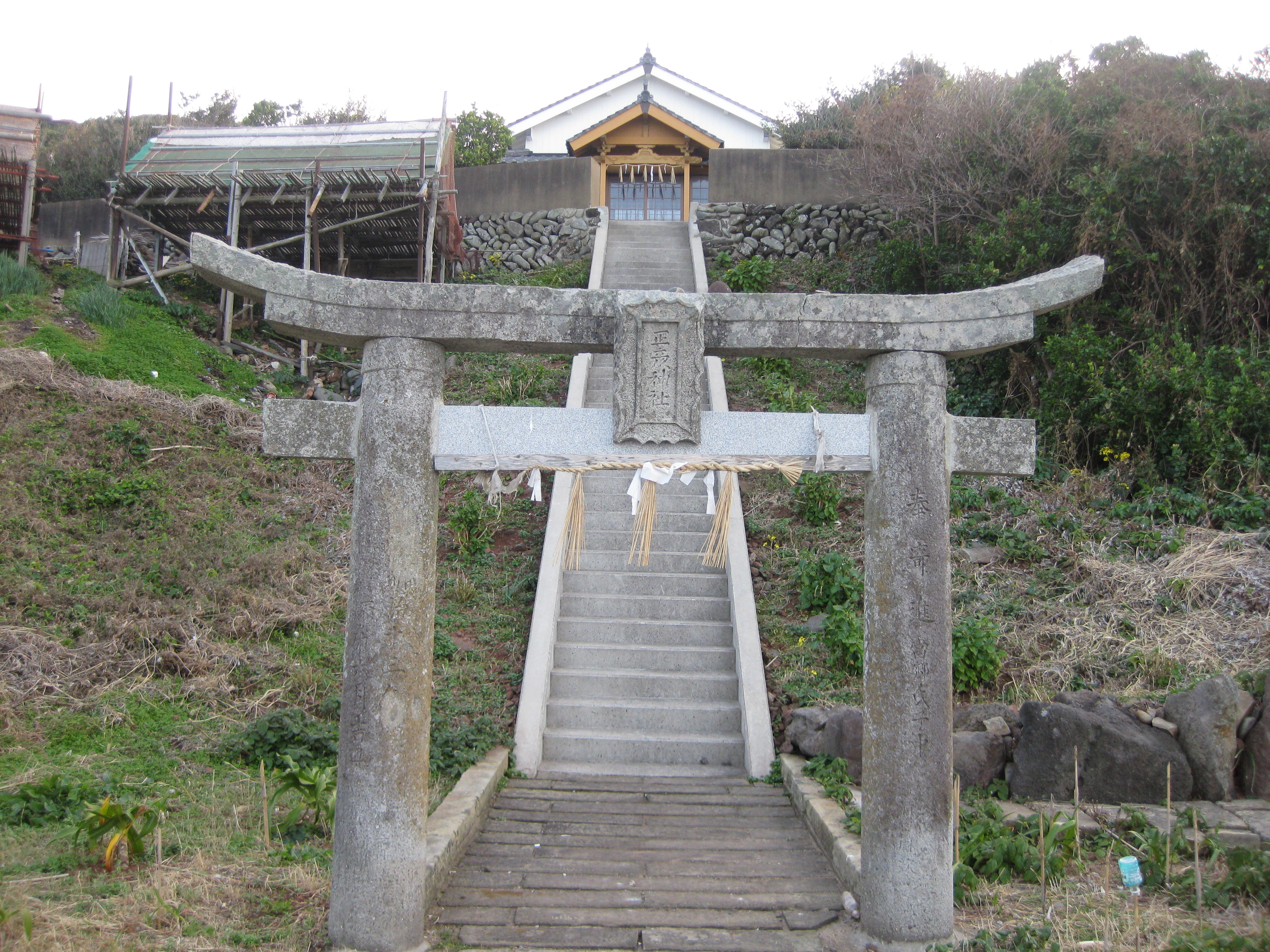
正彦神社（曽根郷）